# Сатлински рејон
Сатлински рејон (азер. Saatlı rayonu), једна је од 78 административно-територијалних јединица Азербејџана. Налази се у пределу региона Аран. Административни центар рејона се налази у граду Сатли. 
Сатлински рејон обухвата површину од 1.180 km² и има 95.100 становника (подаци из 2011). 
Административно, рејон се даље дели у 44 мањих општина.